# (18321) Bobrov
(18321) Bobrov (1982 UQ10) – planetoida z grupy pasa głównego asteroid okrążająca Słońce w ciągu 4,46 lat w średniej odległości 2,71 j.a. Odkryta 25 października 1982 roku.